# Gành Dầu
Gành Dầu là một xã thuộc thành phố Phú Quốc, tỉnh Kiên Giang, Việt Nam.

## Địa lý
Xã Gành Dầu nằm ở phía tây bắc thành phố Phú Quốc, có vị trí địa lý:
- Phía đông giáp xã Bãi Thơm
- Phía tây giáp Vịnh Thái Lan
- Phía nam giáp xã Cửa Cạn
- Phía bắc giáp Vịnh Thái Lan và Campuchia.

Xã Gành Dầu có diện tích 57,90 km², dân số năm 2023 là 25.366 người, mật độ dân số đạt 438 người/km².

## Hành chính
Xã Gành Dầu được chia thành 3 ấp: Chuồng Vích, Gành Dầu, Rạch Vẹm.

## Lịch sử
Ngày 18 tháng 3 năm 1997, Chính phủ ban hành Nghị định số 23-CP về việc thành lập xã Gành Dầu thuộc huyện Phú Quốc trên cơ sở điều chỉnh 8.701 ha diện tích tự nhiên và 2.134 người của xã Cửa Cạn.
Ngày 9 tháng 12 năm 2020, Ủy ban Thường vụ Quốc hội ban hành Nghị quyết số 1109/NQ-UBTVQH14 về việc thành lập thành phố Phú Quốc thuộc tỉnh Kiên Giang trên cơ sở toàn bộ diện tích và dân số của huyện Phú Quốc. Xã Gành Dầu trực thuộc thành phố Phú Quốc.

## Du lịch
- Công viên Chăm sóc và Bảo tồn Động vật Vinpearl Safari Phú Quốc

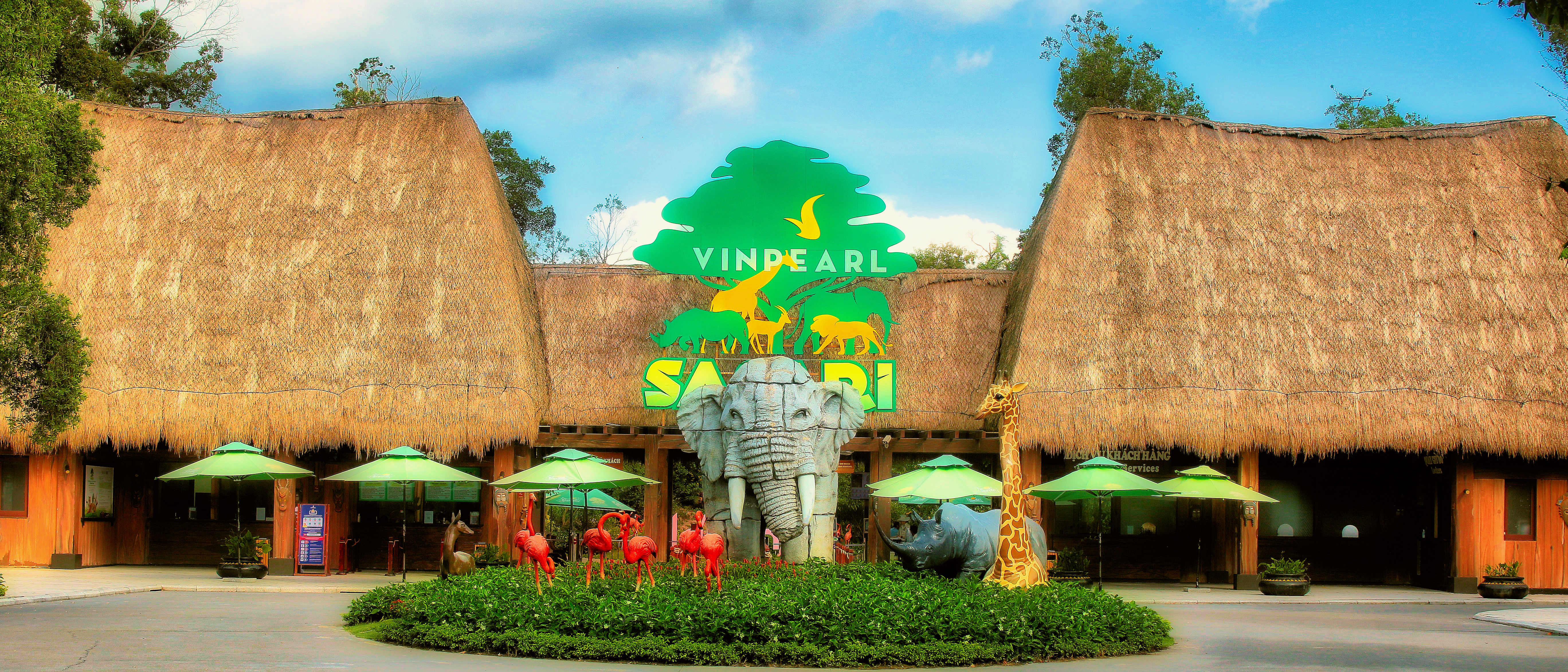
Vinpearl Safari Phú Quốc